# Lijst van voetbalinterlands Mozambique - Zambia
Deze lijst van voetbalinterlands is een overzicht van alle officiële voetbalwedstrijden tussen de nationale teams van Mozambique en Zambia. De landen hebben tot op heden 24 keer tegen elkaar gespeeld. De eerste ontmoeting, een kwalificatiewedstrijd voor de Afrika Cup 1990, vond plaats op 16 april 1989 in Maputo. Het laatste duel, een kwalificatiewedstrijd voor het African Championship of Nations 2022, werd gespeeld in Lusaka op 30 juli 2022.

## Wedstrijden
| №  | Plaats         | Datum             | Competitie                                        | Wedstrijd           | Uitslag |
| -- | -------------- | ----------------- | ------------------------------------------------- | ------------------- | ------- |
| 1  | Maputo         | 16 april 1989     | Afrika Cup 1990 kwalificatie                      | Mozambique − Zambia | 0 − 1   |
| 2  | Lusaka         | 30 april 1989     | Afrika Cup 1990 kwalificatie                      | Zambia − Mozambique | 3 − 0   |
| 3  | Lusaka         | 6 oktober 1996    | Afrika Cup 1998 kwalificatie                      | Zambia − Mozambique | 1 − 0   |
| 4  | Maputo         | 22 juni 1997      | Afrika Cup 1998 kwalificatie                      | Mozambique − Zambia | 2 − 2   |
| 5  | Lusaka         | 2 augustus 1997   | COSAFA Cup 1997                                   | Zambia − Mozambique | 2 − 1   |
| 6  | Bobo-Dioulasso | 17 februari 1998  | Afrika Cup 1998                                   | Zambia − Mozambique | 3 − 1   |
| 7  | Lusaka         | 16 mei 1998       | COSAFA Cup 1998                                   | Zambia − Mozambique | 1 − 0   |
| 8  | Lusaka         | 7 augustus 1999   | COSAFA Cup 1999                                   | Zambia − Mozambique | 1 − 1   |
| 9  | Lusaka         | 6 juli 2002       | COSAFA Cup 2002                                   | Zambia − Mozambique | 3 − 0   |
| 10 | Lusaka         | 27 juli 2003      | COSAFA Cup 2003                                   | Zambia − Mozambique | 4 − 2   |
| 11 | Atteridgeville | 29 september 2007 | COSAFA Cup 2007                                   | Zambia − Mozambique | 3 − 0   |
| 12 | Bulawayo       | 29 oktober 2009   | COSAFA Cup 2009                                   | Mozambique − Zambia | 0 − 2   |
| 13 | Johannesburg   | 28 december 2009  | Vriendschappelijk                                 | Zambia − Mozambique | 1 − 0   |
| 14 | Maputo         | 27 maart 2011     | Afrika Cup 2012 kwalificatie                      | Mozambique − Zambia | 0 − 2   |
| 15 | Chingola       | 4 juni 2011       | Afrika Cup 2012 kwalificatie                      | Zambia − Mozambique | 3 − 0   |
| 16 | Kitwe          | 14 juli 2013      | COSAFA Cup 2013                                   | Zambia − Mozambique | 3 - 1   |
| 17 | Ndola          | 6 september 2014  | Afrika Cup 2015 kwalificatie                      | Zambia − Mozambique | 0 − 0   |
| 18 | Maputo         | 15 november 2014  | Afrika Cup 2015 kwalificatie                      | Mozambique − Zambia | 0 − 1   |
| 19 | Ndola          | 17 oktober 2015   | African Championship of Nations 2016 kwalificatie | Zambia − Mozambique | 3 − 0   |
| 20 | Maputo         | 25 oktober 2015   | African Championship of Nations 2016 kwalificatie | Mozambique − Zambia | 1 − 1   |
| 21 | Ndola          | 10 juni 2017      | Afrika Cup 2019 kwalificatie                      | Zambia − Mozambique | 0 − 1   |
| 22 | Maputo         | 18 november 2018  | Afrika Cup 2019 kwalificatie                      | Mozambique − Zambia | 1 − 0   |
| 23 | Maputo         | 24 juli 2022      | African Championship of Nations 2022 kwalificatie | Mozambique − Zambia | 0 − 0   |
| 24 | Lusaka         | 30 juli 2022      | African Championship of Nations 2022 kwalificatie | Zambia − Mozambique | 0 − 1   |

## Samenvatting
| Competitie                                   | Totaal gespeeld | Winst Mozambique | Gelijk | Winst Zambia | Doelsaldo Mozambique – Zambia |
| -------------------------------------------- | --------------- | ---------------- | ------ | ------------ | ----------------------------- |
| Afrika Cup                                   | 1               | 0                | 0      | 1            | 1 − 3                         |
| Afrika Cup-kwalificatie                      | 10              | 2                | 2      | 6            | 4 − 13                        |
| African Championship of Nations-kwalificatie | 4               | 1                | 2      | 1            | 2 − 4                         |
| COSAFA Cup                                   | 8               | 0                | 1      | 7            | 5 − 19                        |
| Vriendschappelijk                            | 1               | 0                | 0      | 1            | 0 − 1                         |
| Totaal                                       | 24              | 3                | 5      | 16           | 12 − 40                       |

FMF · 
A-internationals · 
Mozambikaans vrouwenelftal
1970 – 1979 · 
1980 – 1989 · 
1990 – 1999 · 
2000 – 2009 · 
2010 – 2019 ·
2020 − 2029
Afrika Cup 1986 · 
Afrika Cup 1996 · 
Afrika Cup 1998 · 
Afrika Cup 2010
Algerije ·
Angola ·
Benin ·
Botswana ·
Burkina Faso ·
Centraal-Afrikaanse Republiek ·
Comoren ·
Congo-Brazzaville ·
Congo-Kinshasa ·
Egypte ·
Eritrea ·
Ethiopië ·
Gabon ·
Ghana ·
Guinee ·
Guinee-Bissau ·
Ivoorkust ·
Kaapverdië ·
Kameroen ·
Kenia ·
Lesotho ·
Libië ·
Madagaskar ·
Malawi ·
Mali ·
Marokko ·
Mauritanië ·
Mauritius ·
Namibië ·
Niger ·
Nigeria ·
Oeganda ·
Oman ·
Portugal ·
Rwanda ·
Senegal ·
Seychellen ·
Soedan ·
Somalië ·
Swaziland ·
Tanzania ·
Togo ·
Tunesië ·
Vietnam ·
Zambia ·
Zimbabwe ·
Zuid-Afrika ·
Zuid-Soedan
FAZ · 
A-internationals · 
Selecties · 
Statistieken · 
Zambiaans vrouwenelftal · 
Olympisch elftal · 
Zambia U21 · 
Zambia U20 · 
Zambia U18 · 
Zambia U17
1964 – 1979 ·
1980 – 1989 ·
1990 – 1999 ·
2000 – 2009 ·
2010 – 2019 ·
2020 − 2029
1964 ·
1965 ·
1966 ·
1967 ·
1968 ·
1969 ·
1970 ·
1971 ·
1972 ·
1973 ·
1974 ·
1975 ·
1976 ·
1977 ·
1978 ·
1979 ·
1980 ·
1981 ·
1982 ·
1983 ·
1984 ·
1985 ·
1986 ·
1987 ·
1988 ·
1989 ·
1990 ·
1991 ·
1992 ·
1993 ·
1994 ·
1995 ·
1996 ·
1997 ·
1998 ·
1999 ·
2000 ·
2001 ·
2002 ·
2003 ·
2004 ·
2005 ·
2006 ·
2007 ·
2008 ·
2009 ·
2010 ·
2011 ·
2012 ·
2013 ·
2014 ·
2015 ·
2016 ·
2017 ·
2018 ·
2019 ·
2020 ·
2021 ·
2022
Algerije · 
Angola ·
België ·
Benin ·
Botswana ·
Brazilië ·
Burkina Faso ·
Burundi ·
Chili ·
China ·
Comoren ·
Congo-Brazzaville ·
Congo-Kinshasa ·
Djibouti ·
Ecuador ·
Egypte ·
Equatoriaal-Guinea ·
Ethiopië ·
Gabon ·
Gambia ·
Ghana ·
Guinee ·
Guinee-Bissau ·
Honduras ·
India ·
Irak ·
Iran ·
Israël ·
Ivoorkust ·
Jamaica ·
Japan ·
Jemen ·
Jordanië ·
Kaapverdië ·
Kameroen ·
Kenia ·
Koeweit ·
Lesotho ·
Liberia ·
Libië ·
Madagaskar ·
Malawi ·
Mali ·
Marokko ·
Mauritanië ·
Mauritius ·
Mozambique ·
Namibië ·
Niger ·
Nigeria ·
Noord-Korea ·
Oeganda ·
Oman ·
Rwanda ·
Saoedi-Arabië ·
Senegal ·
Seychellen ·
Sierra Leone ·
Soedan ·
Somalië ·
Swaziland ·
Tanzania ·
Togo ·
Tsjaad ·
Tunesië ·
Zimbabwe ·
Zuid-Afrika ·
Zuid-Korea
Ivoorkust (2012)